# Menhir de Men Plat (Erdeven)
Le menhir de Men Plat est un menhir situé à Erdeven dans le département français du Morbihan.

## Protection
Le menhir est inscrit au titre des monuments historiques par arrêté du 24 juillet 2023.

## Description
Le menhir est renversé au sol. Il mesure 4,70 m de long sur 1,50 m de large et 0,80 m d'épaisseur.